# Mont-Saint-Martin, Ardennes
Mont-Saint-Martin är en kommun i departementet Ardennes i regionen Grand Est (tidigare regionen Champagne-Ardenne) i nordöstra Frankrike. Kommunen ligger  i kantonen Monthois som ligger i arrondissementet Vouziers. År 2022 hade Mont-Saint-Martin 88 invånare.

## Befolkningsutveckling
Antalet invånare i kommunen Mont-Saint-Martin
Referens: INSEE